# Saison 1981-1982 du SC Abbeville
 (février 2024).
 (février 2024).
Si vous disposez d'ouvrages ou d'articles de référence ou si vous connaissez des sites web de qualité traitant du thème abordé ici, merci de compléter l'article en donnant les références utiles à sa vérifiabilité et en les liant à la section « Notes et références ».
Maillots
Chronologie
Saison précédente Saison suivante
La saison 1981-1982 du SC Abbeville est la deuxième saison de ce club de football samarien en deuxième division du championnat de France, après son maintien l'année précédente.
Robert Tyrakowski entraîne le club lors de cette saison. Il est entraîneur du club depuis juillet 1978 et la Division 4. Il compte sur des joueurs présents depuis plusieurs années, tels Michel Gomel, natif d'Abbeville ou le gardien Jean Opila, présent depuis 1966, mais aussi le meilleur buteur du championnat Marcel Campagnac. Les recrues Bruno Knockaert et Laurent Labarthe occupent également un rôle central dans l'équipe abbevilloise.

## Avant-saison

### Transferts

#### Mercato d'été
| Joueur               | P. | Club                      | Transfert           |
| -------------------- | -- | ------------------------- | ------------------- |
| Arrivées             |    |                           |                     |
| Alain Bouflet        | A  | INF Vichy (D3)            | Premier contrat pro |
| Philippe Duvauchelle | D  | Mers-les-Bains GSMTE (DH) | Premier contrat pro |
| Bruno Knockaert      | A  | Paris FC (D2)             | Transfert           |
| Laurent Labarthe     | D  | Besançon RC (D2)          | Transfert           |
| Jean-Pierre Robert   | G  | Le Touquet AC (D4)        | Transfert           |
| Jean-Paul Sobecki    | D  | INF Vichy (D3)            | Premier contrat pro |

| Joueur            | P. | Club             | Transfert      |
| ----------------- | -- | ---------------- | -------------- |
| Départs           |    |                  |                |
| Jacques Bilot     | A  |                  | Retraite       |
| Alain Damen       | D  |                  | Fin de contrat |
| Henry             | G  |                  | Fin de contrat |
| Olivier Hotton    | D  |                  | Fin de contrat |
| Thierry Millevoye | A  | AS Beauvais (D4) | Transfert      |
| Claude Robinson   | D  |                  | Fin de contrat |

## Matchs officiels de la saison
Le tableau ci-dessous retrace dans l'ordre chronologique les 35 rencontres officielles jouées par le SC Abbeville durant la saison. Le club abbevillois a participé aux 34 journées du championnat ainsi qu'à un tour de Coupe de France.
À la fin la saison, Abbeville a remporté 5 matchs, en a perdu 17 et a fait 13 matchs nuls.

## Affluences
Affluence du SC Abbeville à domicile

## Équipe réserve
L'équipe réserve du SC Abbeville sert de tremplin vers le groupe professionnel pour les jeunes du centre de formation mais permet également à certains joueurs non alignés avec l'équipe professionnelle d'avoir du temps de jeu. L'équipe réserve est également utilisée fréquemment par des professionnels en phase de reprise à la suite d'une blessure. Pour cette saison, l'équipe B d'Abbeville évolue en Division Honneur Picardie (5è Division nationale).